# Archedemo d'Etolia
Archedemo d'Etolia (in greco antico: Ἀρχέδαμος?, Arkhedāmos; in latino Archedamus, anche se Tito Livio lo chiama Archidamo; fl. II secolo a.C.) fu un capo e comandante militare delle truppe etoliche che assistettero i Romani nella guerra contro Filippo V di Macedonia..
Nel 199 a.C. costrinse Filippo V a togliere l'assedio alla città di Taumaci e prese parte attiva alla battaglia di Cinocefale nel 197 a.C., in cui Filippo fu sconfitto. Quando scoppiò la guerra tra i Romani e gli Etoli, fu inviato come ambasciatore presso gli Achei per sollecitare il loro aiuto nel 192 a.C.; e dopo la sconfitta di Antioco III il Grande l'anno successivo, si recò come ambasciatore presso il console Manio Acilio Glabrione per chiedere la pace. Nel 169 a.C. fu denunciato ai Romani da Licisco come uno dei loro nemici. Successivamente lo stesso anno si alleò con Perseo, re di Macedonia, con il quale fu costretto a fuggire dopo la sconfitta subita a opera del generale romano Lucio Emilio Paolo Macedonico a Pidna nel 168 a.C.